# IQue Player

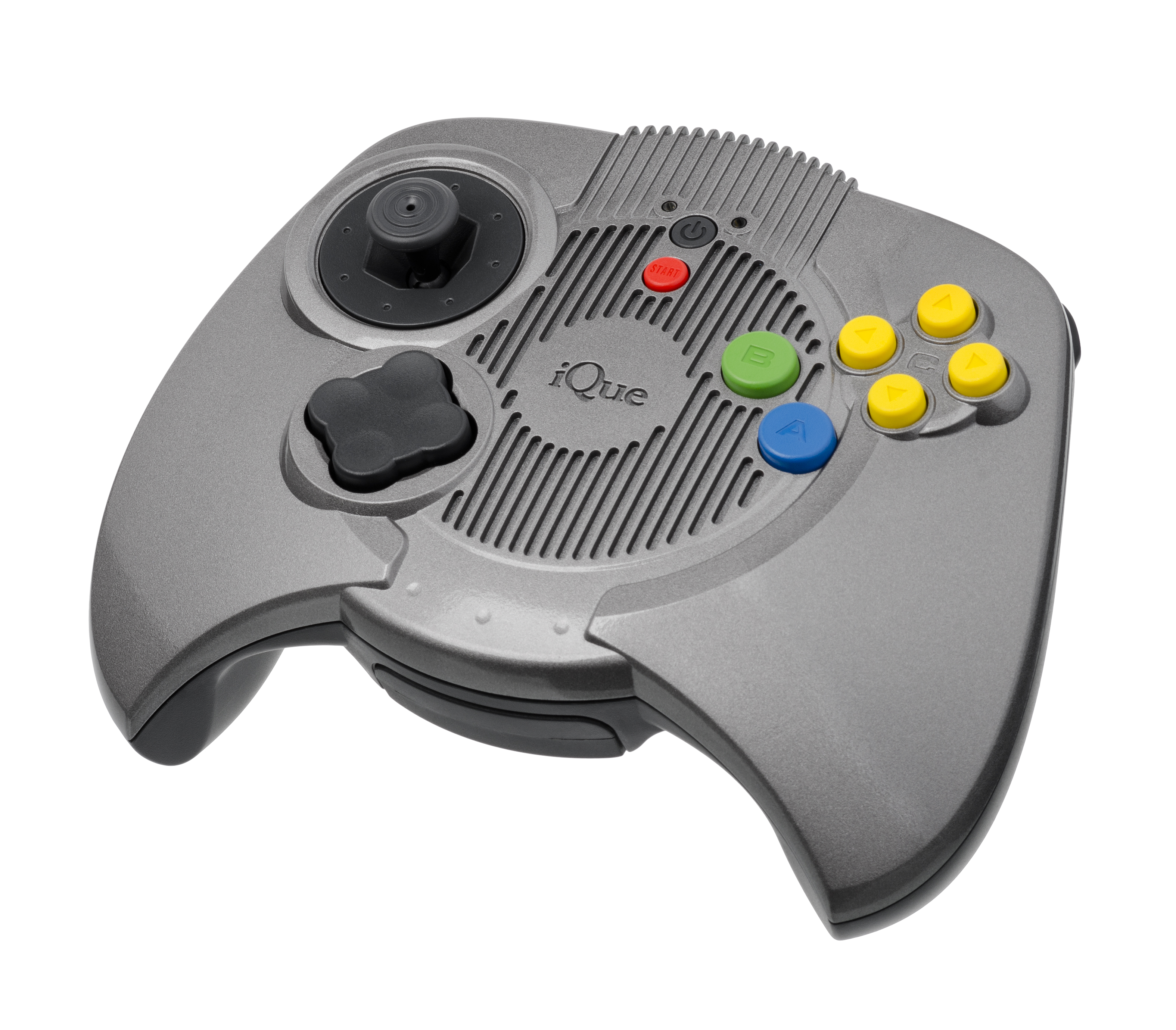
iQue Player

iQue Player (também chamado de Shén Yóu Ji 神游 机 e Shényóu 神游, "máquina de jogos Divina" ou "fazer uma viagem mental") é um microconsole de jogos eletrônicos no formato de um joystick, fabricado pela iQue em 2003, um empreendimento conjunto (joint venture) entre a Nintendo e o cientista sino-americano Wei Yen. O console conecta-se diretamente à televisão, também está disponível um acessório na forma de uma pequena caixa que permite jogos multiplayer.  No momento, é apenas comercializado na China continental.
O iQue foi anunciado pela primeira vez no Game Show 2003 Tóquio, e foi lançado na China continental em 17 de novembro de 2003. Havia boatos de um lançamento japonês para meados de Outubro de 2004, mas nunca se materializou. A Nintendo atualmente não tem planos para liberar o iQue Player fora da China.
Jogos para este console são armazenados em um cartão flash de 64 MB, que está contido dentro de um cartucho que se conecta diretamente no joystick / console. Os jogos são comprados em um especial "iQue Depot" onde os jogos podem ser baixados para um cartucho e jogados mais tarde, de uma forma semelhante ao Famicom Disk System. Jogos demo que vêm com o iQue incluem The Legend of Zelda: Ocarina of Time, Super Mario 64 e Star Fox 64. Estas demonstrações são versões dos jogos com tempo limitado. Versões completas dos três títulos estão disponíveis, assim como outros títulos de first-party de Nintendo, como o Dr. Mario 64, Mario Kart 64, Wave Race 64 e F-Zero X.

## Jogos
| Nome Original em Inglês                    | Chinês (simplificado) | Pinyin                            |
| ------------------------------------------ | --------------------- | --------------------------------- |
| Wave Race 64                               | 水上摩托              | Shuǐ Shàng Mótuō                  |
| Star Fox 64                                | 星际火狐              | Xingjì Huohu                      |
| Super Mario 64                             | 神游马力欧            | Shén Yóu Mǎlìōu                   |
| The Legend of Zelda: Ocarina of Time       | 塞尔达传说-时光之笛-  | Sèěrdá Chuánshuō: Shíguāng zhī Dí |
| Mario Kart 64                              | 马力欧卡丁车          | Mǎlìōu Kǎdīngchē                  |
| F-Zero X                                   | F-Zero X 未来赛车     | Wèilái Sàichē                     |
| Yoshi's Story                              | 耀西故事              | Yàoxī Gùshi                       |
| Paper Mario                                | 纸片马力欧            | Zhǐ Piān Mǎlìōu                   |
| Sin and Punishment: Successor of the Earth | 罪与罚-地球的继承者-  | Zuì yǔ Fá: Dìqiú de Jìchéng Zhě   |
| Excitebike 64                              | 越野摩托              | Yuèyě Mótuō                       |
| Super Smash Bros.                          | 任天堂明星大乱斗      | Rèntiāntáng Míngxīng Dà Luàn Dǒu  |
| Animal Forest (Dobustu No Mori)            | 动物森林              | Dòngwù Sēnlín                     |
| Dr. Mario 64                               | 马力欧医生            | Mǎlìōu Yīshēng                    |
| Custom Robo                                | 组合机器人            | Zǔhé Jīqìrén                      |